# Luis Miguel
Luis Miguel Gallego Basteri (San Juan, 19 de abril de 1970), conocido como Luis Miguel, es un cantante y productor mexicano. Nacido en Puerto Rico, es hijo de madre italiana y padre español. Durante su infancia, emigró junto a su familia a México, país donde más tarde adquirió la nacionalidad en 1991. Reconocido por su estilo vocal, presencia escénica y versatilidad musical, es uno de los artistas más exitosos de Latinoamérica, lo que le otorgó el apodo honorífico de el Sol de México.
Ha vendido alrededor de 100 millones de discos en todo el mundo, y cantado en múltiples géneros y estilos, incluyendo canciones pop, baladas, boleros, tangos, jazz, big band y mariachi. También es reconocido como el único cantante latino de su generación que no cruzó al mercado anglosajón durante la «explosión latina» en la década de 1990 y, por el contrario, siguió siendo el artista con mayores ventas en esa década.
Comenzó su carrera en 1981, con once años, y a los catorce ganó su primer premio Grammy, convirtiéndose en el artista masculino más joven en la historia de la música en recibir dicho galardón. Desde entonces, ha ganado seis premios Grammy y otros seis premios Grammy Latinos. Además, ha obtenido catorce premios Billboard de la Música Latina, tres World Music Awards, doce premios Lo Nuestro, cinco premios Spotify, entre otros. En 1991, su álbum Romance se convirtió en uno de los álbumes en español más vendidos de todos los tiempos, con 14 millones de copias.
Luis Miguel es el primer artista latino en tener dos álbumes certificados con disco de platino en los Estados Unidos. Su álbum Segundo romance, de 1994, le valió 35 discos de platino en América Latina. También es reconocido por Billboard como el artista con más éxitos en el Top 10 de su lista Hot Latin Songs. Es el artista latino con mayor recaudación de giras y conciertos, con casi 280 millones de dólares. También ostenta el récord de más presentaciones consecutivas en el Auditorio Nacional de México, con un total de 30 conciertos consecutivos así como el récord de más presentaciones en un mismo recinto, con un total de 258 conciertos. En 2020, la revista Billboard lo situó en el puesto número dos en su lista de los mejores artistas latinos de todos los tiempos.

## Biografía y carrera

### 1970-1981: primeros años
Nació en San Juan, Puerto Rico, el 19 de abril de 1970, siendo hijo del cantautor español Luisito Rey y la italiana Marcella Basteri, radicados posteriormente en México. Es el mayor de los tres hijos del matrimonio, y sus hermanos son Alejandro y Sergio. Debido a la profesión de su padre, la familia llegó a México, y posteriormente retornó a sus residenciales, que están en Madrid. Desde su niñez se crio en la capital española, donde estudió hasta quinto grado en la escuela primaria, pero, debido a su incursión en los medios artísticos, prosiguió su educación con profesores particulares.

### 1981-1984: inicios musicales y álbum debut
Al observar sus cualidades musicales, el padre dejó de lado su propia carrera y decidió dedicarse a su hijo, acompañándolo con la guitarra, buscando que debutara en televisión, para poder firmar un contrato discográfico. Luis Miguel debutó exitosamente como cantante en la boda de la hija del entonces presidente de México, José López Portillo, el 29 de mayo de 1981, con 11 años de edad, gracias al apoyo del entonces jefe de la policía de la Ciudad de México, Arturo Durazo Moreno. El éxito en esta actuación fue tan notorio, que un mes después Luisito Rey conversó con ejecutivos de la sede mexicana de la disquera EMI, quienes le ofrecieron un contrato discográfico a su hijo al año siguiente. En esta etapa, Luis Miguel pudo grabar su primer álbum en 1982, a los 12 años de edad, titulado 1+1=2 enamorados. Luego editó el álbum Directo al corazón.

### 1984-1986: éxito inicial e incursión como actor infantil
Luis Miguel comenzó a cantar principalmente pop en español, y Honorio Herrero, director de Hispavox, compuso las canciones de su tercer y cuarto álbum. También contó con la colaboración del compositor Luis Gómez-Escolar, del mismo sello español. Se generó un escándalo y se tuvo que cambiar la letra de la canción Decídete, pues quedó censurada debido a la edad del cantante. El álbum siguiente, Palabra de honor, de 1984, con la balada famosa que da nombre al disco, resultó un éxito para aquel entonces, siendo producido por Juan Carlos Calderón.
En 1984, incursionó en el cine participando en las películas Ya nunca más, con una canción homónima compuesta por su padre, y Fiebre de amor, secundado por la entonces actriz y cantante infantil Lucero. Ambas películas generaron sendos álbumes homónimos, y desde entonces no ha vuelto a participar en el cine, 
dedicándose exclusivamente a su carrera en el canto.

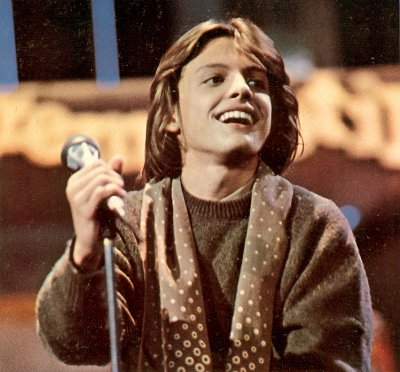
Luis Miguel a sus quince años de edad en 1985.

En 1985, Luis Miguel ganó su primer premio Grammy con la canción «Me gustas tal como eres», a dúo con la cantante escocesa Sheena Easton, incluido por ella en su único álbum en idioma español, Todo me recuerda a ti, producido por Juan Carlos Calderón; y fue el cantante latinoamericano más joven en recibirlo. Su interpretación conjunta con Sheena Easton, en el Festival de Viña del Mar (Chile) de ese año, le hizo ganar su primer premio en el exterior: la Antorcha de Plata. El segundo lo obtuvo como participante del Festival de la Canción de San Remo (Italia), con el tema «Noi ragazzi di oggi» («Los muchachos de hoy»). Además de la mencionada producción, se sumaron tres más a sus primeros años de trayectoria: «Decídete», «Palabra de honor» y «La chica del bikini azul». Más adelante grabaría el tema en su única producción en idioma italiano, titulada Collezione Privata (1985).
En 1986, hizo su segunda presentación en el Festival Internacional de la Canción de Viña del Mar, donde obtuvo por segunda vez la Antorcha de Plata.

### 1986-1991: auge, firma con discográfica y20 años
Parte de la música de Luis Miguel pertenece al músico, compositor y productor español Juan Carlos Calderón, quien también produjo e instrumentó sus trabajos desde que se conocieron en México en 1986. Sus tres álbumes de balada española pop, Soy como quiero ser, Busca una mujer y 20 años fueron de los álbumes más vendidos de Luis Miguel.
En ese mismo año, Marcela Basteri, madre del cantante, fue vista por última vez con vida después de separarse de su marido y viajar con destino a España. Su paradero permanece desconocido.
En 1987 debuta con Warner Music al presentar su noveno álbum de estudio titulado Soy como quiero ser, iniciando así su colaboración con Calderón, autor de la canción que le dio su primer premio Grammy. Este disco le hizo ganar cinco discos de Platino y ocho de Oro en el ámbito internacional. Ese mismo año, se aleja de su padre definitivamente, al cumplir 18 años de edad, separando de esta forma la relación familiar del vínculo laboral. No volvería a verlo sino cuatro años después, al aproximarse su fallecimiento.
El 25 de noviembre de 1988 lanza al mercado su primer álbum de gran éxito, Busca una mujer, cuyo primer sencillo, «La incondicional», se mantuvo siete meses en el primer lugar de diversas listas de popularidad. De este trabajo se extraen siete sencillos que ocuparon el número uno en las listas Billboard Hot Latin Tracks durante más de un año.
En 1990, lanzó 20 Años, el cual vendió en una semana más de 600 000 copias. Seis sencillos del álbum entraron simultáneamente en el Top 100 de México de Billboard. Posteriormente ganó dos Antorchas de Plata más en el Festival de Viña del Mar. También recibió el premio Excelencia Europea en España y su primer World Music Award en Mónaco, siendo el primer latinoamericano en recibir dicho reconocimiento como Artista en superventas.
Luis Miguel, de regreso en México, logró récords en ventas con sus interpretaciones de música latinoamericana clásica (principalmente boleros) producidas e instrumentadas con estilos de jazz y de pop, y de canciones pertenecientes al bolerista mexicano Armando Manzanero. Posteriormente produjo álbumes para el sello discográfico WEA de México, con participaciones ocasionales de Juan Carlos Calderón y de Manuel Alejandro.

### 1991-1994: popularidad y discos más vendidos:RomanceyAries
En 1991, debido a una idea surgida en un programa televisivo en el cual conoce al compositor, músico y cantante mexicano Armando Manzanero coproduce su álbum Romance, iniciándose en la interpretación de boleros y alcanzando ventas de más de siete millones de copias internacionalmente, que le hacen ganar más de 70 discos de platino y seis de oro, siendo el primer latinoamericano que recibe un disco de oro en los Estados Unidos por un álbum en español y discos de oro en Brasil y Taiwán. Ese mismo año recibió la nacionalidad mexicana, de manos del entonces presidente Carlos Salinas de Gortari.
Al año siguiente, es el único latinoamericano invitado a participar en la grabación del disco Barcelona Gold, con motivo de los Juegos Olímpicos. Gana el premio al Mejor video musical Internacional de los Premios MTV por la canción "América, América", que formaría parte de un disco de edición especial, América & en vivo. Y por Romance, Luis Miguel gana los premios Billboard 1992 al Mejor Artista Latino, Mejor Álbum y Mejor Artista de la canción en español.
En 1992, sufre la muerte de su padre, Luisito Rey, lo que retrasa por un mes el inicio de la grabación de Aries. Ese mismo año hizo un concierto en Sevilla enmarcado dentro de la Expo de la capital andaluza.
A sus 23 años, el 22 de junio de 1993 repite como productor con el disco Aries, con el cual retorna a los géneros de la balada, pop latino y arreglos de música funk. Por este disco recibió su segundo Grammy (en la categoría Best Latin Pop Album). Ganó dos premios Lo Nuestro en las categorías de Pop Artist of the Year y Best Pop Album, premios Billboard al Mejor Artista Masculino del año y Mejor Álbum del año, y consiguió más de cuarenta discos de platino y seis discos de oro en el mundo. Para este álbum, el compositor y músico dominicano Juan Luis Guerra le aportó su balada Hasta que me olvides que se convirtió en uno de los temas más promocionados de este álbum.
Es el primer cantante latinoamericano que consiguió un lleno absoluto en el Madison Square Garden de Nueva York y que agotó las entradas cuatro veces consecutivas en el Universal Amphitheater de Los Ángeles, repitiendo este hecho también con tres fechas en el Knight Center de Miami.

### 1994-2000: reconocimiento internacional y shows multitudinarios
El 30 de agosto de 1994 salió al mercado Segundo romance, que entró directamente en la lista de los «Top 200» mejores de Billboard (lugar 27), puesto de entrada más alto jamás conseguido por un álbum en español hasta ese momento. Se le otorgaron más premios Billboard y Lo Nuestro, con «La media vuelta», y luego ganó su tercer Grammy. Consiguió 35 discos de platino y otro World Music Award como el Mejor Cantante Latino del año. 
Recibe el reconocimiento por parte de la RIAA a raíz de la venta de más de dos millones de copias por Romance y Segundo romance en los Estados Unidos, lo que le convierte en el primer extranjero cantando en su propia lengua que obtiene esta distinción. Sus contactos en el medio artístico influyeron para que fuera tomado en cuenta para grabar el tema «Come fly with me» a dúo con Frank Sinatra para el álbum Sinatra: Duets II, el último que realizó. A consecuencia de ello Luis Miguel fue elegido para participar en el programa especial de televisión Sinatra: 80 Years My Way, grabado en el Shrine Auditorium de Los Ángeles y emitido por la cadena estadounidense ABC al año siguiente.
En 1995 bate su propio récord presentando dieciséis conciertos consecutivos en el Auditorio Nacional de México, y ocupa el tercer lugar mundial entre los cantantes que más entradas han vendido sucesivamente en un mismo recinto. El 17 de octubre de ese año lanza al mercado su primer álbum en vivo, titulado El concierto, grabado durante sus presentaciones en el Auditorio Nacional, y en formatos de CD, casete, Laser Disc y Home Video, este rompió récords de venta. En este disco doble, debutó en el género ranchero al cantar los temas «El rey», «Si nos dejan», «La media vuelta» y «Amanecí en tus brazos»; acompañado de la agrupación Mariachi 2000 y del trompetista mexicano Cutberto Pérez.
Un año después, en 1996, Walt Disney Studios le invita a grabar «Sueña», versión en español del tema principal de la cinta de dibujos animados de este estudio El jorobado de Notre Dame, y que fue incluida en su siguiente álbum, Nada es igual. Ya antes, su éxito «No sé tú» es convertido en el tema central de la película Speechless.
De Nada es igual vendió aproximadamente 1 300 000 copias y recibió 30 discos de platino. El segundo sencillo de este álbum, «Dame», se colocó en primer lugar en todas las emisoras de habla española en los Estados Unidos, además de México, Centroamérica, Sudamérica y España. En septiembre es honrado por el comité organizador de The Hollywood Walk Of Fame con una estrella en el Paseo de la fama de Hollywood.
El 12 de septiembre de 1997 lanza Romances, su tercer álbum de boleros, producido por él mismo y con la colaboración de Armando Manzanero y del desaparecido músico, compositor y arreglista argentino Bebu Silvetti. Romances debutó en el puesto 14 de Billboard Top 200, la posición más alta jamás alcanzada por un álbum en español. Los sencillos «Por debajo de la mesa», «El reloj», «Contigo (estar contigo)», «Bésame mucho», «De quererte así» y «Sabor a mí» llegaron al número uno en las listas de radio en toda América Latina.
Posteriormente empezar su gira más extensa de su carrera, con diecisiete fechas consecutivas en el Auditorio Nacional, y cinco veces en el Radio City Music Hall de Nueva York, con llenos absolutos, para poner un nuevo récord. Pollstar le admite como uno de los Top 20 All-Time Grossing (los veinte artistas que más localidades han vendido en un mismo recinto en la historia de la música).
Romances logra vender más de 4.5 millones de copias, siendo el álbum que más ha vendido en menos tiempo, con cincuenta discos de platino a nivel mundial, su cuarto Grammy en 1998 en la categoría Best Latin Pop Album, el Billboard Latin 50 Artist of the Year y el premio al Mejor Álbum Pop Masculino del año, además de su cuarto World Music Award como Best Selling Latin Artist. Luis Miguel vende en España más de un millón de copias entre Romances y la trilogía Todos los romances en un año. Romances se convierte en el número uno en las listas españolas y la trilogía Todos los romances es número tres al mismo tiempo. En este mismo año recibe sus tres galardones Furia Musical.
El 13 de septiembre de 1999 lanzó un nuevo material discográfico titulado Amarte es un placer, en el cual colabora desde su fase de producción e interviene como autor y arreglista de varias canciones. El disco contó con la participación de los compositores Armando Manzanero y Juan Carlos Calderón. Para el 19 de julio de 1999 lanza Sol, arena y mar, primer sencillo, que en su primera semana alcanza el primer lugar en Argentina, Chile y México. Por este disco obtiene una nominación al Grammy Award en 2000, perdiendo ante el panameño Rubén Blades con su álbum Tiempos.

### 2000-2005: consagración
En México a principios de los 2000, da veintiún presentaciones consecutivas en el Auditorio Nacional, con más de 225.000 espectadores en total, y es homenajeado con cuatro discos de platino y de oro por su álbum Amarte es un placer. Vuelve a ganar un Billboard y además, tuvo un acuerdo con la agencia William Morris, la gira con más altos ingresos en la historia de un artista de habla hispana. Posteriormente ganó tres Grammy Latino en septiembre, en su primera entrega.

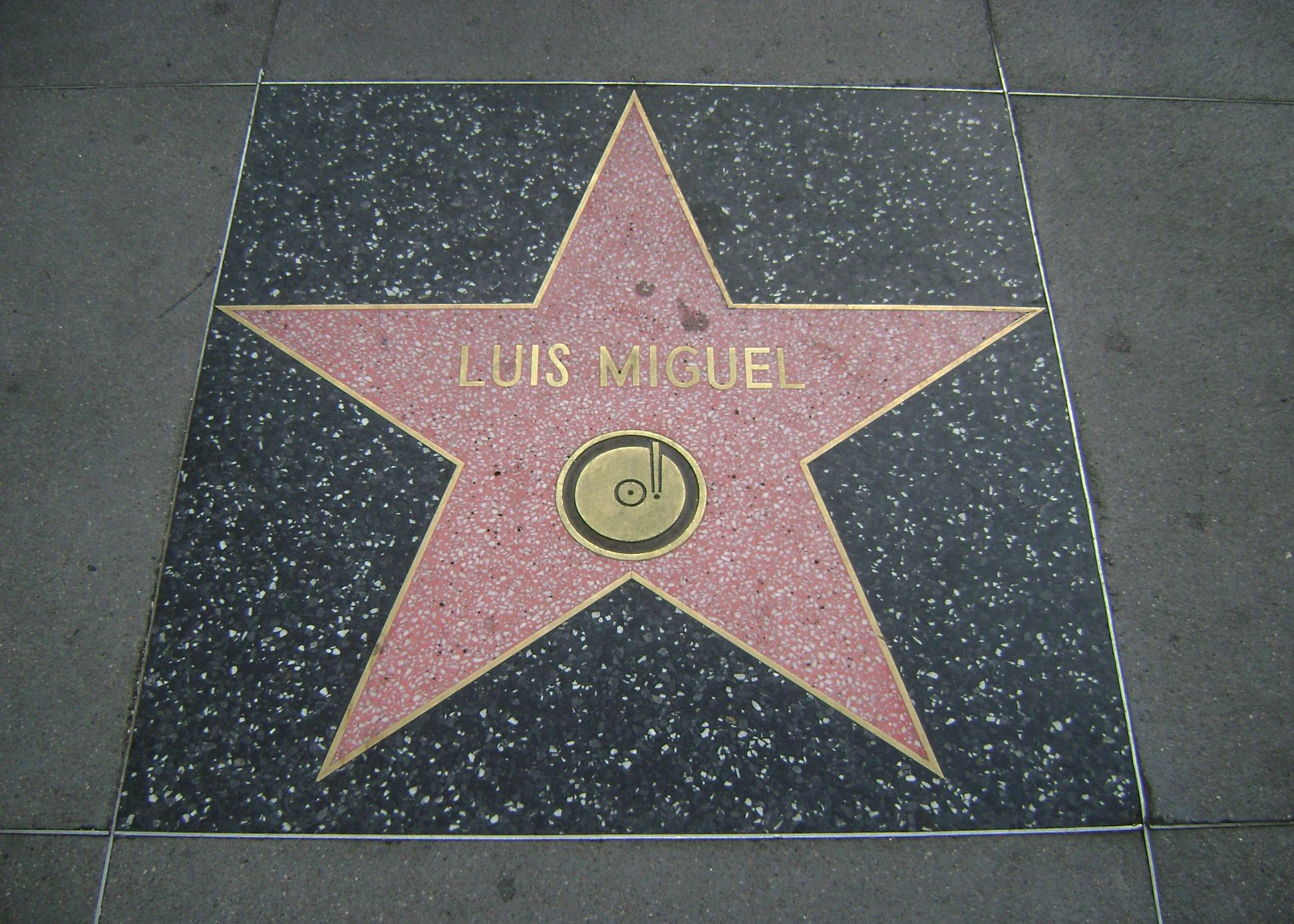
La estrella de Luis Miguel en el Paseo de la fama de Hollywood, colocada en la década del 2000.

El 3 de octubre de 2000 lanza Vivo, un álbum grabado durante los conciertos de la gira en Monterrey, que incluye sus éxitos a lo largo de su carrera como los temas; «La Bikina», acompañado por un mariachi. Consiguió otro Billboard, finalmente.
A finales de 2001 y 2002 lanzó respectivamente, Mis romances y Mis boleros favoritos. En el mismo año (2002) se presentó en el Estadio Azteca en México llenándolo totalmente.
El 30 de septiembre de 2003 y lanzó su primer disco con temas originales desde hace cuatro años, el cual lo título 33, en alusión a su edad, y su primer sencillo fue del dominicano Juan Luis Guerra («Te necesito»). Posteriormente anuncio en Cancún, México su nueva gira internacional, daría inicio en Las Vegas pocos días más tarde. En el año 2004 presentó su primera producción con mariachi. Se trató de un homenaje a su México titulado México en la piel. Este disco logró vender tan sólo en México casi un millón de copias. Además logró una nueva marca en el Auditorio Nacional, con treinta fechas consecutivas. Esta hazaña lo hizo acreedor de La Estela de Plata, reconocimiento que el Auditorio Nacional hizo específicamente para Luis Miguel por su récord de conciertos en tal recinto. Este disco a su vez lo hizo acreedor otro Grammy Anglo en la categoría Best Mexican/Mexican-American Album, el Grammy latino al mejor disco ranchero, el Billboard latino, al mejor disco ranchero, el Billboard a la gira del año latina, y el premio Lunas del Auditorio al mejor concierto pop de 2005. En ese año también lanzó al mercado su colección Grandes éxitos, que fue su primer álbum recopilatorio.

### 2006-2021: álbumes, baja de actividad y¡México por siempre!

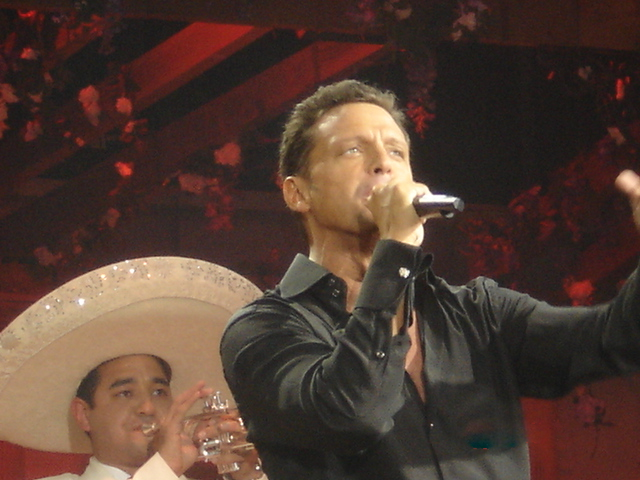
Luis Miguel con el Mariachi Vargas en vivo en el Auditorio Nacional de la Ciudad de México, año 2006.

El 14 de noviembre de 2006 presenta su álbum «Navidades » el cual recopiló 11 temas navideños, originarios de Estados Unidos, versionados al español. De este álbum, fueron estrenados dos temas simultáneamente en la radio hispana de los Estados Unidos, Latinoamérica y España. Los sencillos «Mi humilde oración» (compuesta por David Foster y Linda Thompson) y «Santa Claus llegó a la ciudad» (de Fred Coots y Haven Gillespie) que fueron versionadas por Juan Carlos Calderón, quien volvió a colaborar con el cantante, siendo los temas «Noche de paz» y «Navidad, Navidad» los más conocidos en el habla hispana.
El 6 de mayo de 2008 Luis Miguel lanzó su nuevo álbum, titulado Cómplices que contiene doce temas del compositor español Manuel Alejandro, cuya producción nuevamente estuvo a cargo de Luis Miguel, como en muchos de sus anteriores y exitosos trabajos.
El primer sencillo se titula «Si tú te atreves» y su fecha de estreno en España fue el lunes 7 de abril de 2008 y en el resto del mundo el 6 de mayo de 2008. Cómplices recibió cuatro discos de platino por sus 324,000 copias vendidas el día de su lanzamiento y disco de diamante por sus más de 400 000 copias vendidas. El 7 de julio de 2008 lanza oficialmente en la radio «Te desean» segundo sencillo de su disco Cómplices y el día anterior el estreno mundial del vídeo del mismo tema por el canal de cable AXN.

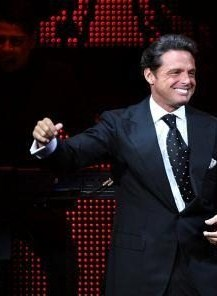
Luis Miguel en 2009

En 2009 vuelve al Auditorio Nacional con más de veinticinco presentaciones consecutivas, la mayoría con llenos totales y otros con hasta el 88% de su capacidad. Su espectáculo ha sido visto por más de 1 500 000 personas en toda su carrera en el Auditorio Nacional de la Ciudad de México rompiendo récords en el mismo. En septiembre del mismo año, sale a la venta No culpes a la noche, álbum que incluye los éxitos pop de Luis Miguel en versiones remix.
Se reportó que Luis Miguel firmó un contrato con Live Nation, compañía de eventos que manejó sus presentaciones en 2010 y 2011. El primer sencillo de su más reciente producción titulado «Labios de miel» fue lanzado el 2 de agosto de 2010. El álbum completo, llamado simplemente Luis Miguel, fue estrenado a nivel mundial el 14 de septiembre siguiente y siguió con una gira que sería la mayor de su carrera. 
En 2012, después de 18 años de ausencia, Luis Miguel cantó en la noche inaugural del LIII Festival Internacional de la Canción de Viña del Mar, logrando obtener Gaviota de Plata, Gaviota de Oro y un reconocimiento inédito en la historia del festival: Gaviota de Platino; premio nunca otorgado a ningún artista anteriormente. También en esa noche, recibe de manos de la alcaldesa de Viña del Mar Virginia Reginato, las Llaves de la Ciudad por sus 30 años de trayectoria artística. Al cierre de su gira en 2013, con 223 conciertos por 22 países entre 2010 y 2013, terminó con la gira más grande protagonizada por un cantante latinoamericano. 

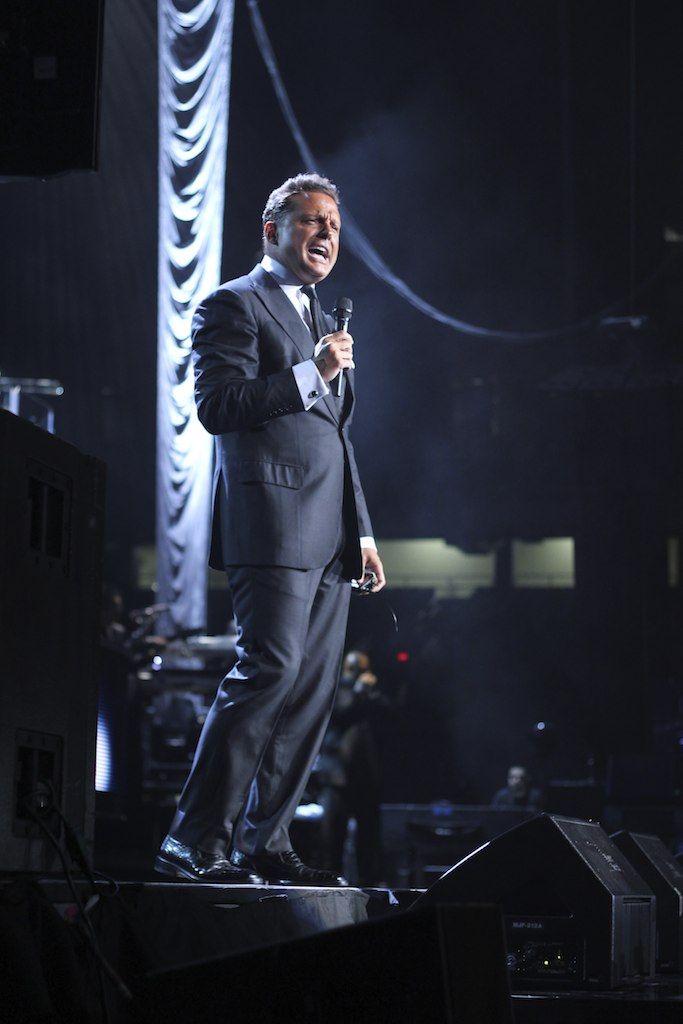
Luis Miguel en el año 2012.

En 2014, continuó con su siguiente Gira Deja Vu. En medio de una serie de conflictos judiciales, el cantante mexicano anunció en mayo de 2017 su bioserie autorizada en la plataforma de Netflix para 2018. Su primer álbum en siete años, ¡México por siempre! salió al mercado en noviembre de 2017 como su segundo de rancheras, del cual se desprendió la canción La fiesta del mariachi, que tuvo su videoclip promocional.
En 2018, inicia su Gira México por siempre donde se presentó el 21, 22, 23, 27 y 28 de febrero en el Auditorio Nacional de la capital mexicana, continuando la gira por otras ciudades de la república mexicana. Luego visitó Canadá y Estados Unidos en un tour de 22 exitosas fechas que inició el 4 de mayo y culminó en septiembre. Al finalizar la primera etapa de su gira por Norteamérica, continúa su gira por España entre el 1 y el 14 de julio recorriendo localidades en Madrid, Sevilla, Murcia, Marbella, Barcelona, Gerona y Valencia. En noviembre de ese año obtiene dos Grammy Latinos incluyendo Álbum del Año, por México por Siempre. A principios de 2019, Luis Miguel vuelve a pisar los escenarios de Latinoamérica recorriendo Puerto Rico, República Dominicana, Guatemala, Costa Rica, Colombia, Ecuador, Perú, Paraguay, Argentina y Chile.
En febrero de 2019 obtiene su sexto Premio Grammy, en la categoría Best Regional Mexican Music Album (Including Tejano) por su álbum ranchero. En ese año también se lanzó Luis Miguel: la serie cuenta con tres temporadas con Diego Boneta como actor principal, que además versiona sus canciones junto a Izan llunas. La serie que cuenta una versión autorizada del artista de su vida que abarca toda su vida, goza de buenas críticas.

### 2023: regreso y gira mundial
El empresario Carlos Bremer anunció que Luis Miguel realizaría una serie de conciertos para el año 2023. El 19 de abril de ese año, mediante sus redes sociales, se anunciaron las fechas del Luis Miguel Tour 2023–24, iniciando el 3 de agosto en Buenos Aires, Argentina; abarcando países como Chile, Estados Unidos y México; la gira terminará el 17 de diciembre de 2023. Durante sus conciertos en Buenos Aires, algunos medios afirman que el cantante no se presentó en el escenario, sino que lo hicieron sus dobles, utilizando la técnica de Playback.

## Vida personal
Luis Miguel es padre de tres hijos: Michelle (13 de junio de 1989), nacida de su relación con Stephanie Salas, hija de la actriz Sylvia Pasquel, y a su vez, nieta de la actriz Silvia Pinal. Miguel (1 de enero de 2007) y Daniel (18 de diciembre de 2008), nacidos de su relación con la actriz Aracely Arámbula.
Accidente de aviación
El jueves 16 de noviembre de 1995, el avión en el que el cantante Luis Miguel llegaba a Guadalajara tuvo fallos y el tren de aterrizaje nunca descendió, por lo que el capitán decidió aterrizarlo de urgencia. Se preparó todo en el  Aeropuerto Internacional Libertador Miguel Hidalgo de Guadalajara, se puso espuma en la pista y la aeronave aterrizó "de panza", se salió de la pista, chocó contra la malla ciclónica del perímetro aeroportuario y cayó sobre un costado. Horas más tarde, en el escenario instalado en el Estadio 3 de Marzo, "El Sol", a sus 25 años de edad, declaró que ese día "había vuelto a nacer".

## Discografía

### Álbumes de estudio
| Año de publicación | Título               | Discográfica                 |
| 1982               | Un sol               | EMI Capitol (México)         |
| 1982               | Directo al corazón   | EMI Capitol (México)         |
| 1983               | También es rock      | EMI Capitol (México)         |
| 1983               | Decídete             | EMI Capitol (México)         |
| 1984               | Palabra de honor     | EMI Capitol (México)         |
| 1984               | Ya nunca más         | EMI Capitol (México)         |
| 1985               | Canta en italiano    | EMI Capitol (México)         |
| 1985               | Fiebre de amor       | EMI Capitol (México)         |
| 1987               | Soy como quiero ser  | Warner Music Group (EE. UU.) |
| 1988               | Busca una mujer      | Warner Music Group (EE. UU.) |
| 1990               | 20 años              | Warner Music Group (EE. UU.) |
| 1991               | Romance              | Warner Music Group (EE. UU.) |
| 1992               | América y en vivo    | Warner Music Group (EE. UU.) |
| 1993               | Aries                | Warner Music Group (EE. UU.) |
| 1994               | Segundo romance      | Warner Music Group (EE. UU.) |
| 1995               | El concierto         | Warner Music Group (EE. UU.) |
| 1996               | Nada es igual        | Warner Music Group (EE. UU.) |
| 1997               | Romances             | Warner Music Group (EE. UU.) |
| 1999               | Amarte es un placer  | Warner Music Group (EE. UU.) |
| 2000               | Vivo                 | Warner Music Group (EE. UU.) |
| 2001               | Mis romances         | Warner Music Group (EE. UU.) |
| 2003               | 33                   | Warner Music Group (EE. UU.) |
| 2004               | México en la piel    | Warner Music Group (EE. UU.) |
| 2006               | Navidades            | Warner Music Group (EE. UU.) |
| 2008               | Cómplices            | Warner Music Group (EE. UU.) |
| 2009               | No culpes a la noche | Warner Music Group (EE. UU.) |
| 2010               | Luis Miguel          | Warner Music Group (EE. UU.) |
| 2017               | ¡México por siempre! | Warner Music Group (EE. UU.) |

### Álbumes recopilatorios
| Año de publicación | Título                | Discográfica                 |
| 2002               | Mis boleros favoritos | Warner Music Group (EE. UU.) |
| 2005               | Grandes éxitos        | Warner Music Group (EE. UU.) |

## Premios y nominaciones
Ha ganado más de 120 premios a título personal, por sus canciones y álbumes, ganando su primer premio (Grammy) a los 14 años de edad.

## Giras musicales
- 1982: Gira Un sol
- 1983: Gira Directo al corazón
- 1983-1984: Gira Decídete
- 1984-1985: Gira Palabra de honor
- 1985-1986: Gira Fiebre de amor
- 1987-1988: Gira Soy como quiero ser
- 1989-1990: Gira Un hombre busca una mujer
- 1990-1991: Luis Miguel: 20 años
- 1991-1992: Romance: En vivo
- 1993-1994: Aries Tour
- 1994: Segundo romance Tour
- 1995: El concierto Tour
- 1996: Tour América 1996
- 1997-1998: Romances Tour
- 1999-2000: Amarte es un placer Tour
- 2002: Mis romances Tour
- 2003-2004: 33 Tour
- 2005-2007: Gira México en la piel
- 2008-2009: Gira Cómplices
- 2010-2013: Gira Luis Miguel / Gira grandes éxitos
- 2014-2015: Gira Déjà Vu
- 2018-2019: Gira México por siempre
- 2023-2024: Luis Miguel Tour 2023–24

## Filmografía
- Ya nunca más (1984)
- Siempre en domingo (1984)
- Fiebre de Amor (1985)

Programación biográfica
- Luis Miguel: La historia por Javier León Herrera[64]
- Luis Mi Rey por Javier León Herrera[65]
- Oro de Rey. Luis Miguel, 50 Años del Sol por Javier León Herrera[66]
- Micky: un tributo diferente por Martha Figueroa[67]
- El gran solitario por Claudia De Icaza[68]
- Luis Miguel: la serie,[69] basada en la vida del cantante mexicano Luis Miguel y siendo protagonizada por Diego Boneta.